# Confusion Na Wa
Confusion Na Wa es una película nigeriana de 2013 dirigida por Kenneth Gyang. Está protagonizada por Ramsey Nouah, OC Ukeje, Ali Nuhu y Tunde Aladese. El título de la película se inspiró en la letra de la canción "Confusion" del fallecido cantante de Afrobeat Fela Kuti. Ganó un premio en la categoría Mejor película de la novena edición de los Africa Movie Academy Awards y el premio a la Mejor película nigeriana.

## Sinopsis
Emeka Nwosu (Ramsey Nouah) está atrapado en el tráfico por la muerte de un peatón, cuando su amante, Isabella (Tunde Aladese), le envía un mensaje de texto recordándole que llegue temprano a casa para que puedan divertirse juntos. Los estafadores de la ciudad Charles (OC Ukeje) y Chichi (Gold Ikponmwosa) también llegan a la escena. Cuando inician una pelea en la carretera llena de gente, Emeka es derribado y su teléfono se cae de su bolsillo, entonces Charles aprovecha el descuido para quedarse con el móvil. Bello (Ali Nuhu) es un funcionario diligente y honesto, cuyo único "delito" en la oficina ha sido su negativa a participar en cualquiera de las prácticas corruptas de sus compañeros de trabajo. Durante una jornada laboral, sus colegas le dan a Bello más trabajos que hacer. Él acepta a regañadientes y posteriormente es regañado por su jefe por no terminar el trabajo a tiempo a pesar de sus explicaciones.
Charles y Chichi revisan las imágenes del teléfono robado e intentan llegar a un acuerdo sobre qué hacer con él. Los dos amigos fuerzan su entrada al coche de una editorial rompiendo la pantalla del volante y también roban el estéreo. Compran algunas bebidas con el dinero que obtuvieron y comienzan a discutir sobre su interpretación de El Rey León visto por los africanos. Emeka se da cuenta de que su teléfono ha sido robado e intenta llamar a su número, pero Charlie le dice que debido a "El círculo de la vida" en El Rey León, la propiedad ha pasado a ser suya. 
Posteriormente, Charles y Chichi tienen una discusión reflexiva mientras fuman un cigarro. Chichi comenta que se mudará al Estado de Bauchi para comenzar una nueva vida con su tío y Charles le da el teléfono robado como regalo de despedida.
La esposa de Bello es Isabella, y él le pregunta dónde estuvo el día anterior. Ella se siente irritada en el curso de su discusión, especialmente cuando él menciona la falta de dinero como la razón por la que no quiere tener un hijo. 
El dúo de ladrones llama a Emeka y lo amenazan con chantajearlo contándole a su esposa sobre sus aventuras extramatrimoniales, si no cede a sus demandas. Isabella le informa a Emeka que está embarazada, pero él la rechaza y le aconseja que regrese con su marido. Bello abandona enojado su trabajo después de cansarse del tipo de trato al que ha sido sometido por su jefe y sus colegas.
Emeka le narra la historia del robo de su teléfono a su esposa, Irene (Yewande Iruemiobe) que intenta disuadirlo de pagar el rescate, pero el insiste en hacerlo. Mientras tanto, Isabella intenta imponerle su embarazo a Bello, quien reniega de ser el padre debido a su falta de intimidad. Los destinos de todos se han cruzado inevitablemente.

## Elenco
- Ramsey Noah como Emeka Nwosu
- OC Ukeje como Charles
- Ali Nuhu como Bello
- Tunde Aladese como Isabella
- Gold Ikponmwosa como Chichi
- Tony Goodman como Babajide
- Nathaniel Deme como Kola
- Yanchat Sankey como Doyin
- Lisa Pam Tok como Fola
- Toyin Alabi como Adekunle

## Recepción
Sodas and Popcorn la calificó con 4 de 5, describiéndola como una de las mejores del 2013 e inspiración para los cineastas de Nigeria.

## Reconocimientos
Resultó ganadora en dos categorías en la novena edición de la Premios de la Academia del Cine Africano y en tres categorías en los Best of Nollywood Awards 2013.
| Premios                                                        | Categoría                               | Nominados       | Resultado |
| -------------------------------------------------------------- | --------------------------------------- | --------------- | --------- |
| Novena edición de los Premios de la Academia de Cine de África | Mejor película nigeriana                | Kenneth Gyang   | Ganador   |
| Novena edición de los Premios de la Academia de Cine de África | La mejor película                       | Kenneth Gyang   | Ganador   |
| Novena edición de los Premios de la Academia de Cine de África | Mejor Director                          | Kenneth Gyang   | Nominado  |
| Novena edición de los Premios de la Academia de Cine de África | Mejor actor de reparto                  | Ikponmwosa Gold | Nominado  |
| Best of Nollywood Awards 2013                                  | Película con el mejor mensaje social    | Kenneth Gyang   | Nominado  |
| Best of Nollywood Awards 2013                                  | Mejor guion                             | Kenneth Gyang   | Ganador   |
| Best of Nollywood Awards 2013                                  | Mejor película editada                  |                 | Nominado  |
| Best of Nollywood Awards 2013                                  | Mejor diseño de producción              |                 | Ganador   |
| Best of Nollywood Awards 2013                                  | Mejor fotografía                        |                 | Nominado  |
| Best of Nollywood Awards 2013                                  | Director del año                        | Kenneth Gyang   | Ganador   |
| Best of Nollywood Awards 2013                                  | Película del año                        | Kenneth Gyang   | Ganador   |
| Premios de entretenimiento de Nigeria 2013                     | Mejor actor principal en una película   | Ali Nuhu        | Nominado  |
| Premios de entretenimiento de Nigeria 2013                     | Mejor actor de reparto en una película  | OC Ukeje        | Nominado  |
| Premios de entretenimiento de Nigeria 2013                     | Mejor actriz de reparto en una película | Tunde Aladese   | Ganador   |
| Premios de entretenimiento de Nigeria 2013                     | Mejor director de cine                  | Kenneth Gyang   | Nominado  |
| Premios de entretenimiento de Nigeria 2013                     | Mejor imagen                            | Kenneth Gyang   | Nominado  |